# Шпион, который меня любил
«Шпион, который меня любил» (англ. The Spy Who Loved Me) — десятый фильм о британском суперагенте Джеймсе Бонде, герое романов Яна Флеминга.

## Сюжет
В Северном море бесследно исчезла советская атомная подлодка. Система, по которой была сделана подлодка, не позволяла обнаружить её никому, а технологии, находящиеся на ней, попав в чужие руки, могли бы привести к катастрофе. Генерал Гоголь (глава КГБ СССР) посылает на расследование своего лучшего человека — агента «Три креста» («Тройной икс»), Аню Амасову. В это же время в этом же месте у англичан тоже пропадает аналогичная атомная подлодка, к делу подключают агента 007. Англичане подозревают русских, русские — англичан. Но есть одна зацепка — египетский магнат — продавец чертежа системы обнаружения подлодок, подтверждающий работоспособность устройства картой передвижения пропавших подлодок.
Обоих агентов отправляют в Египет для расследования дела и получения этого чертежа, где агенты и встречаются. Однако магната убивает неизвестный и забирает чертежи. Агенты отправляются в погоню за неизвестным и отбирают у него схемы в древнем египетском городе. Неизвестный по кличке Челюсти — громила огромного роста со стальными зубами, которыми он легко может перекусить металлическую цепь или загрызть акулу.
МИ-6 и КГБ объединяются для совместной операции с целью раскрытия похитителей подлодок и предотвращения мировой катастрофы. Агентам Ане Амасовой и Джеймсу Бонду придётся работать вместе. Они выясняют, что во главе стоит Карл Стромберг — миллионер, живущий в огромном комплексе «Атлантида», расположенном посреди океана наполовину под водой. Стромберг вынашивает зловещие планы — он собирается использовать похищенное атомное оружие, чтобы уничтожить Нью-Йорк и Москву, спровоцировав мировую войну и создать, по его словам, «новый, лучший мир» — подводный. Дело осложняется тем, что ранее во время операции в Альпах Бонд убил возлюбленного Ани — агента КГБ. Амасова хочет отомстить по завершении дела, но, в конце концов, влюбляется в Бонда. Агенты проникают на «Атлантиду» под видом учёных, но Стромберг осведомлён о том кто они. Во время посещения, они обращают внимание на макет корабля, который оказывается макетом реального корабля принадлежащего Стромбергу — самого большого танкера на свете. Вот только этот танкер имеет некоторые странности конструкции и с момента своего выхода в море ни разу не заходил в порты.
Агентства решают поближе ознакомиться с этим странным танкером и отправляют обоих агентов на американской подводной лодке USS Wayne поближе его рассмотреть. И оказываются возле него, когда он готов выпустить захваченные лодки для нанесения ядерных ударов. Поэтому их захватывают, также как и предыдущие подлодки. Амасова и Бонд выдают своё присутствие и их отводят к Стромбергу. Подлодки направляются к точкам запуска ракет, Стромберг вместе с Амасовой отправляется на «Атлантис», а Бонд разбирается с охраной и освобождает экипажи захваченных подлодок. Начинается бойня, матросы с подлодок теснят солдат Стромберга. Капитанский отсек закрывается бронированной перегородкой, Бонд вытаскивает взрыватель из ядерной ракеты и уничтожает преграду взрывом. Мостик захвачен, ракеты обеих лодок перенацелены друг на друга. Судно начинает рушиться, Бонд с экипажем уходят на подлодке. Капитан получает задание уничтожить «Атлантис» торпедами, но даёт Бонду час, чтобы тот вытащил с объекта Аню. Бонд, застрелив Стромберга, примагничивает Челюсти и бросает в бассейн с акулой. 007, освободив девушку, бежит на резервном подводном аппарате Стромберга. «Атлантис» уничтожен, Челюсти убил акулу и выжил. Аня прощает 007, Бонд и Амасова занимаются любовью в подводном плавательном аппарате.
В конце фильма написано, что следующий фильм — «Только для твоих глаз», однако следующим стал «Лунный гонщик».

## В ролях
| Актёр            | Роль                                                     |
| ---------------- | -------------------------------------------------------- |
| Роджер Мур       | Джеймс Бонд                                              |
| Барбара Бах      | Анна Амасова майор КГБ, агент «Три креста»               |
| Курд Юргенс      | Карл Стромберг маньяк, мечтающий о подводной цивилизации |
| Ричард Кил       | Челюсти помощник Стромберга, громила со стальными зубами |
| Кэролайн Манро   | Наоми личный пилот Стромберга                            |
| Бернард Ли       | M                                                        |
| Десмонд Ллевелин | Q                                                        |
| Лоис Максвелл    | мисс Манипенни                                           |
| Джеффри Кин      | Фредерик Грей министр обороны Великобритании.            |
| Уолтер Готелл    | генерал Гоголь глава КГБ                                 |
| Джордж Бейкер    | капитан Бенсон                                           |
| Майкл Биллингтон | Сергей Барсов агент КГБ, любовник Анны Амасовой          |
| Эдвард де Соуза  | шейх'Хосейн, однокашник Бонда                            |
| Вернон Добчефф   | Макс Кальба                                              |
| Надим Савалха    | Азиз Фекеш                                               |
| Ева Рюбер-Штайер | Рублевич секретарь и любовница генерала Гоголя           |
| Роберт Браун     | адмирал Харгрейвз                                        |
| Милтон Рейд      | помощник Стромберга Сандор                               |
| Мэрлин Голсуорси | ассистент Стромберга                                     |
| Джереми Буллок   | член экипажа подводной лодки «Рейнджер»                  |
| Сирил Шэпс       | Бехманн                                                  |
| Майло Спербер    | Марковиц                                                 |
| Альберт Мозес    | бармен                                                   |
| Рафик Анвар      | официант каирского клуба                                 |

Фелисити Йорк, Доун Родригез, Аника Павел и Джилл Гудолл исполнили роли арабских красавиц. Также в фильме появилась Египетская Фольклорная Группа.

## Награды
- 1978 год — Номинант на премию «Оскар» за лучшие декорации
- 1978 год — Номинант на премию «Оскар» за лучшую песню — «Nobody Does It Better»
- 1978 год — Номинант на премию «Оскар» за лучший оригинальный саундтрек
- 1978 год — Премия «Золотой глобус» за лучшую песню — «Nobody Does It Better»
- 1978 год — Премия «Золотой глобус» за лучший саундтрек
- 1978 год — Премия BAFTA за лучшую работу художника-постановщика

## Саундтрек
«Nobody Does It Better» — создателями произведения стали композитор Марвин Хэмлиш и автор текста Кэрол Байер, вокальную партию исполнила американская певица Карли Саймон.

## Книга по фильму
В 1977 году Кристофер Вуд написал кинороман «Джеймс Бонд и шпион, который меня любил».